# 維森特河 (多瑙河支流)
48°58′11″N 12°26′16″E / 48.9698402°N 12.4376785°E

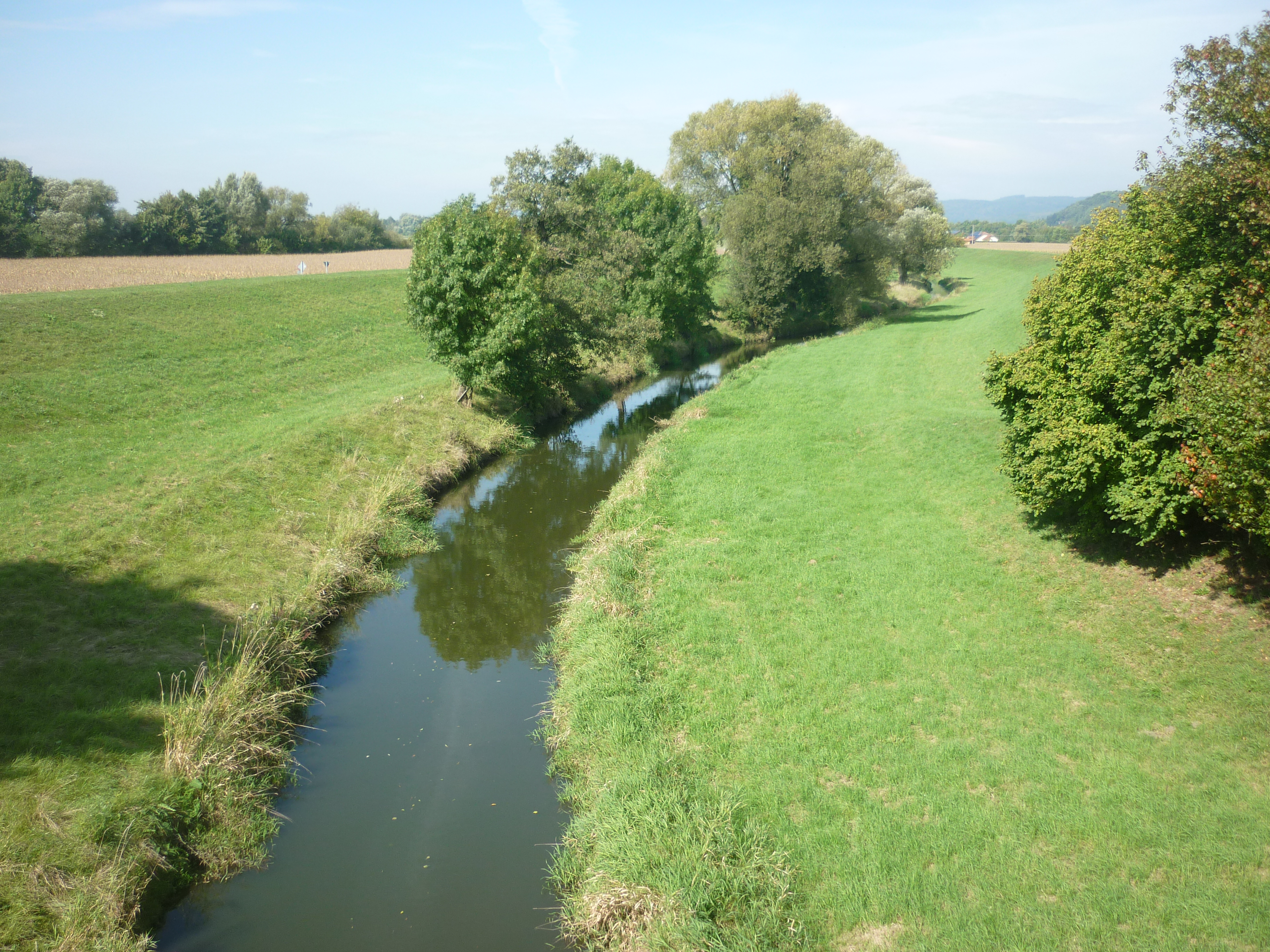

維森特河是德國的河流，位於該國東南部，由巴伐利亞負責管轄，屬於多瑙河的支流，河道全長25公里，流域面積72平方公里，發源自維森費爾登。